# McDermott International
McDermott International is een Amerikaanse aannemer en ingenieursbureau in de offshore, elektriciteitsopwekking en kerncentrales. Het bedrijf begon in 1923 toen Ralph Thomas McDermott de opdracht kreeg om 50 houten boortorens te bouwen. Hij noemde het bedrijf naar zijn vader, J. Ray McDermott, die hij partner maakte.

## Beginjaren
De vierentwintigjarige Thomas McDermott woonde in 1923 in Eastland in Texas, maar zette zijn bedrijf op in Luling. Na de ontdekking van het Oost-Texasveld in 1930 werd Houston een belangrijke stad in de Texaanse oliehausse en in 1932 vestige het bedrijf zich daar. In 1937 breidde het uit naar Louisiana, waar het enkele jaren later het hoofdkantoor vestigde.
In 1938 bouwde het bedrijf in de draslanden van Texas en Louisiana constructies voor oliewinning. In 1939 nam het McDermott J.G. McMullen Dredging Company over dat daarna als Olsen Dredging Company verder ging.

## Offshore
De ervaring in de draslanden kwam van pas toen de olie-industrie de Golf van Mexico begon te ontdekken. In 1947 bouwde en plaatste McDermott voor Superior Oil 18 mijl uit de kust bij Vermilion Parish een platform, het eerste gehele stalen platform.
In 1948 nam McDermott partner Harry F. Allsman Co. over. In 1949 werd uit het surplusmateriaal van het Amerikaanse leger de Derrick Barge 4 gebouwd. Deze kreeg een kraan met een capaciteit van 150 shortton en was het eerste kraanponton dat specifiek voor de offshore werd gebouwd. De hijscapaciteit betekende een doorbraak omdat hiermee aan de wal geprefabriceerde modules geplaatst konden worden in plaats van alles offshore in elkaar te zetten.
In 1950 bouwde het het eerste betonnen platform en legde het de eerste pijpleiding in de Golf van Mexico. Naast een pijplegafdeling zette het dat jaar ook een oliebedrijf op. In 1953 werd de Derrick Barge 7 met een capaciteit van 250 shortton opgeleverd. Dat jaar ging het ook een joint-venture aan met DeLong om DeLong-platforms te bouwen voor de offshore. Niet lang daarna nam Southern Natural Gas een meerderheidsbelang in het nieuwe bedrijf dat The Offshore Company ging heten. McDermott verkreeg zo een derde van The Offshore Company, maar zou het belang daarna langzaam afbouwen tot het in 1971 volledig was uitgestapt.
In 1956 opende McDermott in Morgan City in Louisiana de tot dan toe grootste offshorewerf, Bayou Boeuf Fabricators, vanaf 1958 McDermott Fabricators. In 1959 werd het nabijgelegen Dupont Fabricators overgenomen. Hier werden veel sleepboten gebouwd. In 1975 werd in New Iberia een werf geopend waar vooral platformbevoorradingsschepen werden gebouwd. Deze werd echter in 1984 gesloten toen deze markt instortte. In 1981 werd in Amelia een werf opgezet waar grotere schepen gebouwd konden worden. Dit bleek een moeilijk markt en daarop werden vanaf 1995 voor bakken gebouwd. In 1999 besloot McDermott geheel uit de scheepsbouw te stappen en werd de werf in Morgan City verkocht aan Service Marine en de werf in Amalia aan Bollinger. Ook in Harvey werd een werf opgezet. In 1977-78 werd voor het Cognac-veld van Shell op de werf in Morgan City een platform gebouwd met een jacket bestaande uit drie delen voor een waterdiepte van 312 meter, het toenmalige record. Union Oil wist voor het Cerveza-veld een lichter jacket te ontwerpen. De waterdiepte was hier 285 meter, maar het jacket woog minder dan de helft en werd in een stuk gebouwd. Speciaal hiervoor werd in 1982 de Intermac 650 gebouwd, tot het verschijnen van de H 851 het grootste lanceerponton ter wereld.
Vanaf 1957 ging McDermott ook in het Meer van Maracaibo in Venezuela te werk, waar het het eerste aluminium platform bouwde in het zeer corrosieve meer. Vanaf 1960 in het Midden-Oosten waar het zich vestigde in Dubai in de Verenigde Arabische Emiraten met een werf in Jebel Ali. Voor de West-Afrikaanse markt werd in Warri in Nigeria een werf geopend. Aanvankelijk was dit vooral voor de aanleg van onderzeese pijpleidingen. Toen in 1989 een join-venture met ETPM werd aangegaan, kreeg deze laatste het beheer van McDermott-ETPM West waaronder ook Warri. Na de ontbinding van de joint-venture in 1997 bleef de werf onder ETPM vallen. In 1968 werd op Batam in Indonesië de Batu Ampar-werf geopend, het eerste industriële complex daar.
In 1958 werd Sharman, Allen, Gay & Taylor overgenomen dat daarop Associated Pipe Line Contractors werd genoemd. In 1969 werd het overgedaan aan Reading & Bates. In 1965-67 werden vier kraanpontons gebouwd met een capaciteit van 500 shortton die ook als pijpenlegger fungeerden. Daarnaast beschikte het al over vier kraanpontons met een capaciteit van 250 shortton. Met de overname van Dick Evans, Inc. beschikte het vanaf 1965 over een eigen duikbedrijf. In 1968 werden alle oliewinningactiviteiten ondergebracht in TransOcean Oil, waarna het twee jaar later werd afgestoten waarbij de meerderheid van de aandelen in het bezit van Vickers Petroleum kwam. In 1969 werden Hudson Engineering en Wagley Construction overgenomen.
Met toenemende waterdieptes werden de onderstellen (jackets) ook steeds groter. In plaats van de fundatiepalen door de poten te voeren – through leg jackets – kregen de poten aan de onderzijde enkele bussen waardoor de palen werden geheid – skirt pile jackets. De fundatiepalen hoefden dan niet meer de waterdiepte te overbruggen. McDermott verkreeg hier in 1955 octrooi op het mede door Hosea Bailey ontworpen concept. Uiteindelijk namen de waterdieptes en daarmee de jackets dusdanig toe dat ze niet meer met een kraanponton opgetild konden worden. Vanaf 1967 werden grote jackets daarom gelanceerd door het ponton waarmee ze buitengaats werden gebracht, zover te ballasten tot het jacket in het water gleed. Het eerste jacket dat zo gelanceerd werd, was in South Pass Block 62 voor Shell Oil in 103 meter waterdiepte. Voor die diepwatermarkt werd in 1976 in Harbor Island bij Corpus Christi in Texas een werf geopend, een jaar nadat grote concurrent Brown & Root daar ook een werf was begonnen.
In 1971 nam Oceanic Contractors de offshoretak over van Ingram Corporation waarmee het toegang kreeg tot de markten in Australië, Trinidad en Brazilië. In 1977 beschuldigde Ingram Brown & Root en McDermott van samenspel en prijsafspraken. Samen domineerden zij de offshore-constructiemarkt waarbij McDermott in 1978 40% van de wereldmarkt in handen had, Brown & Root 38%, andere Amerikaanse bedrijven waaronder Santa Fe 9% en buitenlandse aannemers 13%. Ingram stelde dat het daarmee uit de markt werd gedrukt en in 1971 gedwongen was zijn offshoretak te verkopen aan Oceanic. Beide bedrijven ontkenden en uiteindelijk kwamen zij er vanaf met een boete van een miljoen dollar elk, al moest Brown & Root daarna tijdens civiele procedures nog eens 90 miljoen dollar betalen. Een van de directieleden van Brown & Root stelde later dat de overeenkomst met McDermott:
permitted us to receive contracts with an average profit mark-up of 25%, versus the 12½% we would have earned under legal contract bidding
Met de opkomst van de Noordzee-olievelden vanaf 1969 vestigde McDermott zich ook hier. In 1972 opende het een werf in Ardersier bij Inverness in Schotland waar platforms werden gebouwd. Hier werd onder meer het jacket voor Murchison gebouwd en het dek voor Hutton. Een jacket dat werd gebouwd voor het Namorado-veld van Petrobras ging tijdens de sleep verloren. In 1995 fuseerde Highland Fabricators in Nigg Bay van Brown & Root met McDermott tot BARMAC.
Voor de ruwe omstandigheden op de Noordzee bleek steeds meer dat het ponton-concept dat zo succesvol was in de Golf van Mexico, hier minder voldeed. Santa Fe had al in 1969 de halfafzinkbare Choctaw I in de vaart gebracht en andere pijpenleggers volgden dit concept, met de Choctaw II in 1974, de Viking Piper in 1975 en de Semac I in 1976. In 1974 had Brown & Root met Oceanic Contractors en Sedco als het consortium Bos Company een opdracht gegeven aan de RDM voor de bouw van een dergelijke halfafzinkbare pijpenlegger onder bouwnummer 339. De kosten van dit type pijpenlegger lagen echter wel aanmerkelijk hoger, zodat het consortium ontbonden werd voordat de BOS I gebouwd was.

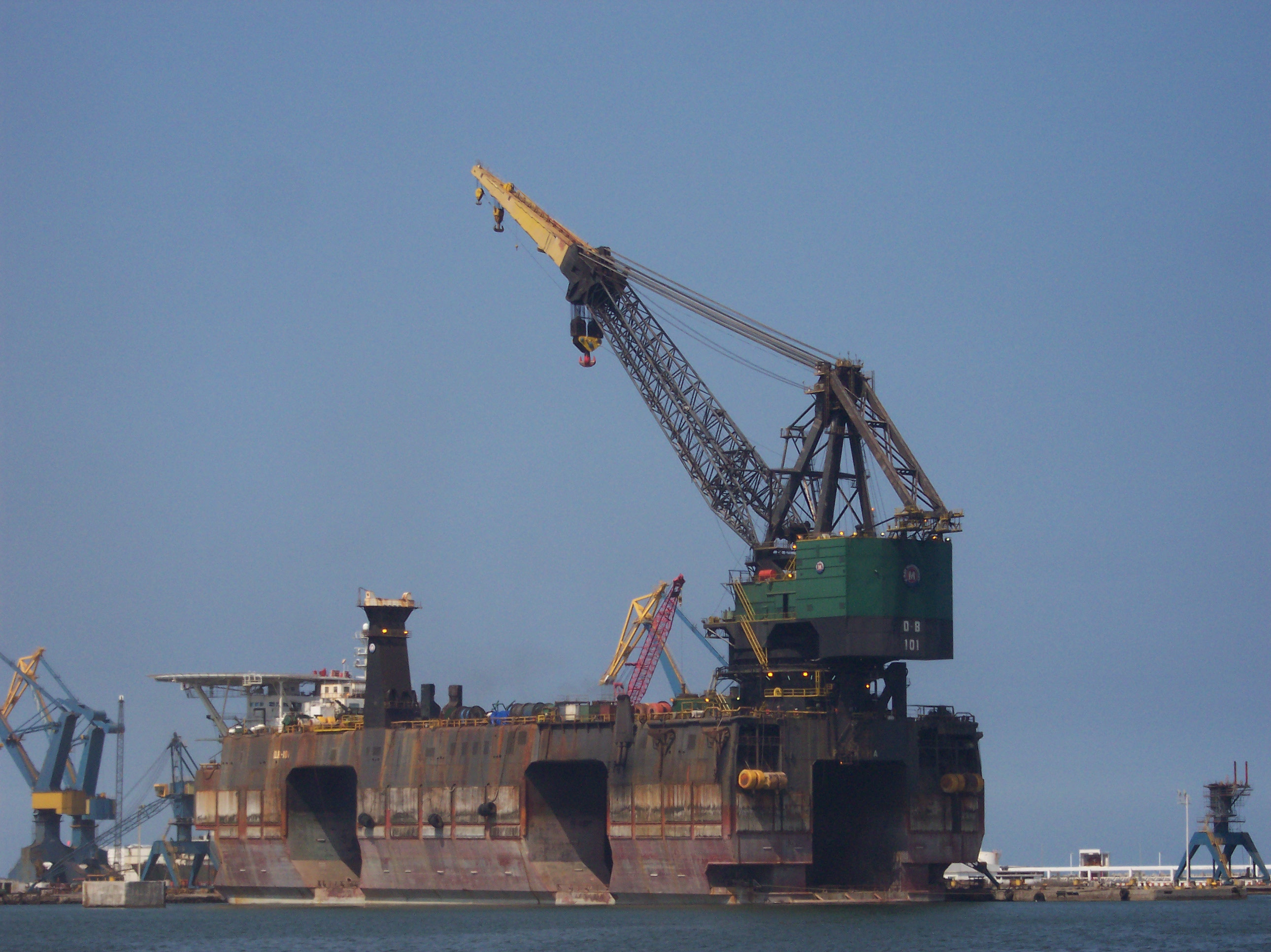
De McDermott Derrick Barge No. 101

In 1979 nam het via de in 1963 opgezette dochteronderneming Oceanic Contractors de Netherlands Offshore Company over. Daarmee kreeg het onder meer de beschikking over de halfafzinkbare Narwhal die als McDermott Derrick Barge No. 101 verder zou gaan. In 1984 werd de kraan hiervan verplaatst naar het achterschip wat de reikwijdte moest verbeteren. Daarbij werd de capaciteit vergroot naar 2700 shortton zwenkend en 3500 shortton vast.

## Malaise

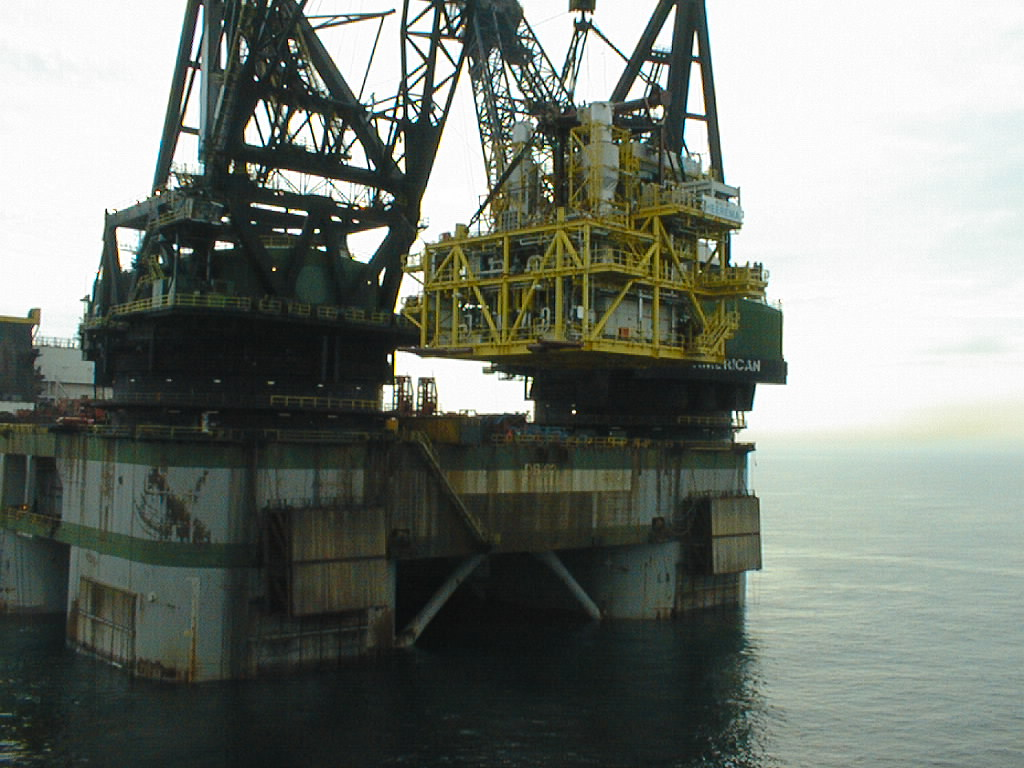
De Derrick Barge 102, het grootste kraanschip ter wereld

In 1985 werd de Derrick Barge 102 opgeleverd, met een capaciteit van 12.000 ton het grootste kraanschip ter wereld. Het moest de concurrentie aangaan met de Balder en Hermod van Heerema die de bovenkant van de markt voor kraanschepen domineerden. Het schip kwam echter op een ongelukkig moment toen Saoedi-Arabië eind 1985 door te veel dalende productie besloot te stoppen met zijn rol als swing-producer. De extra productie daarna had een grote daling van de olieprijs tot gevolg en betekende dat veel oliemaatschappijen hun investeringen naar beneden schroefden. Om te overleven ging McDermott in 1989 een joint-venture aan met ETPM en een met Heerema, HeereMac.

## McDermott-ETPM
McDermott en ETPM verdeelden de gebieden onderling in een westelijke joint-venture en een oostelijke joint-venture. McDermott-ETPM West betrof vooral de Noordzee en Afrika en werd door ETPM beheerd, terwijl McDermott-ETPM East het Midden-Oosten omvatte en door McDermott werd beheerd. ETPM nam op de Noordzee de halfafzinkbare pijpenlegger LB 200 in beheer, de door McDermott in 1981 overgenomen Viking Piper.
De jaren 1990 zagen een sterk aantrekkende markt, maar halverwege de jaren 1990 was er een overgang naar zeer diep water van meer dan 1000 meter, vooral in het Amerikaanse deel van de Golf van Mexico en in West-Afrika. Voor conventionele methodes met jackets of zelfs compliant towers was dit onhaalbaar. Drijvende platforms en onderzeese installaties waren hiervoor benodigd, wat voor de installatie betekende dat veel van het oude materieel zonder aanpassingen niet of nauwelijks te gebruiken was. ETPM investeerde daarom onder meer in een dynamisch positioneringssysteem voor de Polaris en een J-lay-installatie.
McDermott wilde hier niet in meegaan en besloot zich terug te trekken op zijn traditionele markten. Daarmee kwam in 1997 kwam een einde aan de joint-venture. De E.T.P.M. 1601 ging daarop over naar McDermott en ETPM betaalde daarnaast 105 miljoen dollar. Daarvoor kreeg ETPM de LB 200 en McDermott Subsea Construction dat beschikte over de pijpenlegger Norlift en de Northern Explorer.

## Diversificatie
In 1978 nam het Babcock & Wilcox over en begaf zich daarmee voor het eerst buiten de offshore en in de elektriciteitsopwekking. Babcock & Wilcox bleek de kurk waarop het bedrijf bleef drijven en bracht het grootste deel van de omzet op. Om de groei van het bedrijf te benadrukken werd in 1980 de naam J. Ray McDermott & Company in McDermott Inc. veranderd. In 1983 werd de Panamese dochter McDermott International veranderd in het moederbedrijf. Dit betekende een sterke vermindering van de belastingdruk.
De offshoretak bleef echter van belang en was de grootste ter wereld. In 1995 werd conccurent Offshore Pipelines Inc. (OPI) overgenomen om deze positie te consolideren. De jaren daarna verliepen echter moeizaam door weinig investeringen in de olie-industrie. Een periode van desinvesteringen volgde en tussen 1979 en 1988 halveerde de omzet. In 1995 werd de offshoretak J. Ray McDermott naar de beurs gebracht en samengevoegd met OPI. McDermott International behield een meerderheidsaandeel. In 1993 was MENCK GmbH al overgenomen, een fabrikant van hydraulische heihamers die veel gebruikt worden in de offshore. In 2003 werd het verkocht aan de UWG Group.
Met de overname van OPI had McDermott ook het aandeel van 49% in het Mexicaanse CCC verkregen. Het ging dat jaar ook een joint-venture aan met CCC, Talleres Navales del Golfo (TNG). Dit was een voortzetting van Astilleros Unidos de Veracruz, een werf in Veracruz. In 1996 werd het aandeel in CCC van de hand gedaan en werden de McDermott Derrick Barge No. 15 en de McDermott Derrick Barge No. 21 verkocht aan Global Industries. Het aandeel in TNG werd juist uitgebreid totdat het in 2006 werd verkocht aan Hutchison Ports Holding.
In 1997 werd HeereMac beschuldigd van kartelvorming, waarmee een einde kwam aan de joint-venture. De Derrick Barge 102 ging daarbij als Thialf naar Heerema, terwijl McDermott de DB 32, DB 51 en de DB 52 – respectievelijk daarvoor de Champion, Odin en Thor – overnam van Heerema. Ook de McDermott Derrick Barge No. 101 kwam weer terug naar McDermott.
Bailey Controls, onderdeel van Babcock & Wilcox, werd in 1998 verkocht aan Elsag. Ook het aandeel in Unifab International werd van de hand gedaan. Daarnaast werden twee pijpenleggers en twee kraanbakken overgedaan aan Global Industries. De situatie werd niet geholpen toen tijdens de installatie van het Petronius-platform in 1998 een module verloren ging tijdens het hijsen door de Derrick Barge 50. In 1999 werd de duikafdeling verkocht aan Stolt Comex Seaway. Dat jaar werd J. Ray McDermott weer samengevoegd met McDermott International.
Babcock & Wilson, dat tot dan toe een essentiële bijdrage had geleverd aan het bedrijf, kreeg vanaf 1998 in toenemende mate te maken met claims vanwege blootstelling aan asbest. In november 1999 verloor McDermott zo de helft van zijn beurswaarde. Meer dan 340.000 claims maakten dat er zo'n 1,6 miljard dollar uit werd gegeven aan schikkingen. Babcock & Wilson vroeg in 2000 Chapter 11 aan, wat tot 2006 zou duren. In 2010 werd het bedrijf afgestoten.
In 2007 werd Secunda overgenomen. In 2013 werd het overgedaan aan Birch Hill nadat vier grotere constructieschepen aan de eigen vloot waren toegevoegd.
Met de aantrekkende oliemarkt in het nieuwe millennium wist McDermott te overleven en wereldwijd een belangrijke rol te blijven spelen in de bouw en installatie van offshore-installaties. In 2018 nam het CB&I over. Subsea 7 deed daarop een overnamepoging, maar deze werd afgewezen door McDermott, waarop Subsea 7 het bod introk.

## Schepen
| Schip                           | Bouwjaar | Werf, bouwnummer                                                 | IMO     | In dienst | Voorheen                                                   | Kraan                | Vast | Zwenkend    | Uit dienst | Als                                                             |
| ------------------------------- | -------- | ---------------------------------------------------------------- | ------- | --------- | ---------------------------------------------------------- | -------------------- | ---- | ----------- | ---------- | --------------------------------------------------------------- |
| McDermott Derrick Barge No. 1   | 1957     | Levingston Shipbuilding, 596                                     |         | 1971      | Ingram Derrick Barge No. 1 van Ingram                      |                      |      | 100         |            |                                                                 |
| McDermott Derrick Barge No. 2   | 1955     |                                                                  |         |           |                                                            |                      |      |             |            |                                                                 |
| McDermott Derrick Barge No. 3   |          |                                                                  |         |           |                                                            |                      |      |             |            |                                                                 |
| McDermott Derrick Barge No. 4   |          |                                                                  |         | 1949      |                                                            |                      |      | 150         |            |                                                                 |
| McDermott Derrick Barge No. 5   | 1959     | Avondale Shipyards, 935                                          |         |           | McDermott Tidelands No. 86                                 |                      |      |             |            |                                                                 |
| McDermott Derrick Barge No. 7   | 1941     | Wiley Manufacturing                                              |         | 1953      |                                                            |                      |      | 250         |            |                                                                 |
| McDermott Derrick Barge No. 8   | 1955     | Avondale Shipyards, 763                                          |         |           |                                                            |                      |      | 250         |            |                                                                 |
| McDermott Derrick Barge No. 9   | 1955     | Avondale Shipyards, 764                                          |         |           |                                                            |                      |      | 250         |            |                                                                 |
| McDermott Derrick Barge No. 10  | 1956     | Avondale Shipyards, 786                                          |         |           |                                                            |                      |      | 250         |            |                                                                 |
| McDermott Derrick Barge No. 11  | 1958     | Avondale Shipyards, 888                                          |         |           |                                                            |                      |      | 600         |            |                                                                 |
| McDermott Derrick Barge No. 12  | 1966     | Levingston Shipbuilding, 656                                     |         |           |                                                            |                      |      | 860         |            |                                                                 |
| McDermott Derrick Barge No. 14  | 1966     | Mitsui Engineering & Shipbuilding, F137                          |         |           |                                                            | American Hoist       | 700  | 600         |            |                                                                 |
| McDermott Derrick Barge No. 15  | 1966     | Mitsui Engineering & Shipbuilding, F154                          | 8757594 |           |                                                            | American Hoist 509   | 860  | 620         | 1996       | Shawnee voor Global Industries                                  |
| McDermott Derrick Barge No. 16  | 1967     | Levingston Shipbuilding, 667                                     | 8757609 |           |                                                            | American Hoist       | 860  | 620         | 2014       | AEM-16 voor America Europe Marine                               |
| McDermott Derrick Barge No. 17  | 1969     | Levingston Shipbuilding, 680                                     | 8757611 |           |                                                            | American Hoist       | 860  | 657         |            | Maya                                                            |
| McDermott Derrick Barge No. 18  | 1969     | Burrard Dry Dock                                                 | 6911873 | 1971      | William Denny van Raymond International                    | Clyde Model 52       | 750  | 500         |            |                                                                 |
| McDermott Derrick Barge No. 19  | 1965     | Avondale Shipyards, 1079                                         |         | 1971      | Ingram Derrick Barge No. 3 van Ingram                      | Clyde                | 700  | 500         |            |                                                                 |
| McDermott Derrick Barge No. 20  | 1968     | Ateliers et Chantiers de Dunkerque et Bordeaux, 9015             |         | 1971      | Ingram Derrick Barge No. 5 van Ingram                      | Clyde                | 750  | 600         | 1989       | Vergaan bij Dampier in Australië tijdens cycloon Orson          |
| McDermott Derrick Barge No. 21  | 1969     | Evans Deakin and Company, 77                                     | 8757647 | 1971      | Ingram Derrick Barge No. 7 van Ingram                      | Clyde                | 1000 | 640         | 1996       | Comanche voor Global Industries                                 |
| McDermott Derrick Barge No. 23  | 1969     | Ateliers et Chantiers de Dunkerque et Bordeaux (Gironde), 183005 | 8757661 | 1971      | Ingram Derrick Barge No. 6 van Ingram                      | Clyde                | 750  | 600         | 2011       |                                                                 |
| McDermott Derrick Barge No. 24  | 1971     | JeffBoat, 2294                                                   | 8757817 | 1973      | Fluor DB-3 van Fluor                                       |                      |      | 350         | 2013       | Ahmed 101                                                       |
| McDermott Derrick Barge No. 26  | 1975     | Awazu Shipbuilding, 232                                          | 8757673 |           |                                                            | American Hoist       | 900  | 657         | 2013       | Timas DLB 01 voor Timas                                         |
| McDermott Derrick Barge No. 27  | 1974     | Kanrei Shipbuilding, K-179                                       | 8757685 | 1983      | McDermott Lay Barge No. 27                                 | Clyde Model 76 DE    | 2400 | 1400        |            |                                                                 |
| McDermott Derrick Barge No. 28  | 1969     | Levingston Shipyard, 686                                         | 8757697 | 1984      | McDermott Lay Barge No. 23                                 | American Hoist 509   | 860  | 620         |            |                                                                 |
| McDermott Derrick Barge No. 29  | 1973     | Shinhama Dock, 680                                               |         | 1984      | McDermott Lay Barge No. 28                                 | American Hoist M2500 | 2500 | 1390        | 1991       | Vergaan in de Zuid-Chinese Zee tijdens tyfoon Fred              |
| McDermott Derrick Barge No. 30  | 1975     | Kanrei Shipbuilding, K-198                                       | 8757788 | 1999      | McDermott Lay Barge No. 30 (ex-McDermott Lay Barge No. 29) | Clyde Model 76       | 3080 | 2450        |            |                                                                 |
| McDermott Derrick Barge No. 31  | 1965     | RDM, 316                                                         |         | voor 1988 | Atlas I van Brown & Root                                   | Clyde                | 2000 | 1600        |            |                                                                 |
| McDermott Derrick Barge No. 32  | 1950     | Swan Hunter & Wigham Richardson                                  | 7327768 | 1989      | Champion van Heerema                                       | IHC Gusto            | 1200 | 800         | 1991       |                                                                 |
| McDermott Derrick Barge No. 32  | 2010     | Kim Heng                                                         |         | 2010      |                                                            | AmClyde Model 50     |      | 1650        |            |                                                                 |
| McDermott Derrick Barge No. 50  | 1988     | North East Shipbuilders Limited, 868                             | 8503539 | 1988      | ITM Challenger van ITM Offshore                            | Clyde Model 80       | 4400 | 3527        |            |                                                                 |
| McDermott Derrick Barge No. 51  | 1961     | Wilton-Fijenoord                                                 | 5024570 | 1989      | Odin van Heerema                                           | American Hoist       | 3000 |             | 1996       | Hercules 51                                                     |
| McDermott Derrick Barge No. 52  | 1955     | Mitsubishi Zosen, 1455                                           | 8626898 | 1989      | Thor van Heerema                                           | IHC Gusto            | 3000 |             | 1994       | Sloop                                                           |
| McDermott Derrick Barge No. 100 | 1979     | Hyundai Heavy lndustries, 508                                    | 8757738 |           |                                                            | Clyde Model 76       | 2000 | 1600        | 1995       | PB 200, 1997 Petrobras XL voor Petrobras                        |
| Tolteca                         | 1955     | Furness Shipbuilding Company                                     | 5320522 | 1979      | Blue Whale van NOC                                         | American Hoist       | 2000 |             | 1979       | Tolteca voor Protexa                                            |
| Mixteco                         | 1954     | Kockums Mekaniska Verkstad, 371                                  | 5336117 | 1979      | Orca van NOC                                               | IHC Gusto            | 800  |             | 1981       | Mixteco voor Protexa, 2010 sloop                                |
| Huasteco                        | 1960     | Mitsubishi Heavy Industries                                      | 5377953 | 1979      | Sea Lion I van NOC                                         | American Hoist       | 2000 |             | 1981       | Huasteco voor Protexa                                           |
| McDermott Derrick Barge No. 101 | 1978     | IHI, 110                                                         | 7709069 | 1979      | Narwhal van NOC                                            | IHC Gusto            | 3500 |             | 2015       | Sloop                                                           |
| McDermott Lay Barge 200         | 1975     | IHC Gusto, Co. 928                                               | 8757790 | 1981      | Viking Piper van Viking                                    |                      |      |             | 1998       | naar ETPM                                                       |
| McDermott Derrick Barge No. 102 | 1985     | Mitsui Engineering & Shipbuilding, F573                          | 8757740 |           |                                                            | American Hoist M5000 |      | 2 × 6000 mT | 1998       | Thialf voor Heerema                                             |
| McDermott Lay Barge No. 21      | 1957     | American Bridge, 175                                             |         |           |                                                            | American Hoist       | 100  |             |            |                                                                 |
| McDermott Lay Barge No. 22      | 1969     | Avondale Shipyards, 1196                                         | 8766789 |           |                                                            |                      |      |             |            | Olmeca II voor Protexa                                          |
| McDermott Lay Barge No. 23      | 1969     | Levingston Shipyard, 686                                         | 8757697 |           |                                                            |                      |      |             | 1984       | McDermott Derrick Barge No. 28                                  |
| McDermott Lay Barge No. 27      | 1974     | Kanrei Shipbuilding, K-179                                       | 8757685 |           |                                                            |                      |      |             | 1983       | McDermott Derrick Barge No. 27                                  |
| McDermott Lay Barge No. 28      | 1973     | Shinhama Dock, 680                                               |         |           |                                                            |                      |      |             |            |                                                                 |
| McDermott Lay Barge No. 29      | 1975     | Kanrei Shipbuilding, K-198                                       | 8757788 |           |                                                            |                      |      |             | 1993       | McDermott Lay Barge No. 30, 1999 McDermott Derrick Barge No. 30 |
| McDermott Jet Barge No. 2       | 1964     | Alabama Drydock and Shipbuilding Company, 677                    |         |           | McDermott Oceanic No. 92                                   |                      |      |             |            |                                                                 |
| McDermott Jet Barge No. 3       | 1973     | Todd Shipyards, 586                                              | 8757752 |           |                                                            |                      |      |             |            |                                                                 |
| McDermott Jet Barge No. 4       | 1974     | Todd Shipyards, 591                                              | 8757764 |           |                                                            |                      |      |             |            |                                                                 |
| OHI 5000                        | 1965     | Öresundsvarvet, 195                                              | 6522646 | 1995      | van OPI                                                    |                      | 5500 |             | 1997       | naar Heerema                                                    |
| DB II                           | 1966     | Levingston Shipbuilding, 661                                     | 8756863 | 1995      | van OPI                                                    |                      | 550  |             | 1998       | Mexica voor Protexa                                             |
| DLB 269                         | 1967     | Mitsui Engineering & Shipbuilding, F159                          |         | 1995      | 49% in CCC                                                 | Clyde                | 800  |             | 1995       | Vergaan tijdens orkaan Roxanne                                  |
| DB Ocean Builder                | 1956     | Fairfield Shipbuilding and Engineering Company, 767              | 5083215 | 1995      | van OPI                                                    | American Hoist       | 2000 |             | 2003       | Sloop                                                           |
| DLB KP1                         | 1974     | NKK                                                              | 8757300 | 1995      | van OPI                                                    |                      | 800  |             | 2014       | Armada KP1 voor Bumi Armada                                     |
| DLB 1601                        | 1974     | Blohm + Voss, 885                                                | 7349754 | 1998      | E.T.P.M. 1601 van ETPM                                     |                      | 2000 |             | 2004       | Hyundai 60 voor Hyundai                                         |
| Agile                           | 1978     | Hollming                                                         | 7616767 | 2007      | Van Secunda                                                |                      |      |             | 2016       | Sloop                                                           |
| Bold Endurance                  | 1979     | Hollming                                                         | 7616781 | 2007      | Van Secunda                                                |                      |      |             | 2013       | naar Trinity Offshore                                           |
| Emerald Sea                     | 1996     | Ulstein                                                          | 9131163 | 2007      | Van Secunda                                                |                      |      |             |            |                                                                 |
| Thebaud Sea                     | 1999     | Halter Marine                                                    | 9219410 | 2007      | Van Secunda                                                |                      |      |             |            |                                                                 |
| North Ocean 102                 | 2009     | Metalships & Docks                                               | 9382229 |           |                                                            |                      |      | 275         |            |                                                                 |
| Lay Vessel North Ocean 105      | 2012     | Metalships & Docks                                               | 9433183 |           |                                                            |                      |      | 440         |            |                                                                 |
| Lay Vessel 108                  | 2014     | Metalships & Docks                                               | 9673800 |           |                                                            |                      |      | 440         |            |                                                                 |
| DLV 2000                        | 2016     | Keppel Singmarine                                                | 9683142 |           |                                                            | NOV AmClyde Model 50 | 2200 |             |            |                                                                 |
| Amazon                          | 2014     | Lloyd Werft                                                      | 9698094 | 2017      | Ceona Amazon van Ceona                                     |                      |      |             |            |                                                                 |